# Огородников, Борис Иванович
Борис Иванович Огородников (21 октября 1935 года — 19 апреля 2018 года) — советский и российский учёный, спортсмен. Лауреат Ленинской премии 1966 года (совместно с И. В. Петряновым, В. И. Козловым, Б. Ф. Садовским, Н. Б. Борисовым, П. И. Басмановым). Чемпион СССР по спортивному ориентированию.

## Биография
Окончил в 1959 году МХТИ им. Д. И. Менделеева (кафедра технологии изотопов и водородной энергетики)

## Научная деятельность
Под его руководством в лаборатории электроформирования волокнистых материалов НИФХИ им. Л.Я. Карпова разработаны и успешно применены методы контроля радиоактивных газо-аэрозольных систем, образующихся при проведении испытаний атомного оружия, при нормальной работе ЯЭУ и при радиационных авариях. В течение 20 лет после аварии на Чернобыльской АЭС с их помощью осуществляется мониторинг аэрозолей аварийного происхождения..
Был активным участником ликвидации последствий аварии на ЧАЭС. Впоследствии занимался изучением радиоактивных аэрозолей как на самой ЧАЭС (внутри объекта «Укрытие»), так и в зоне отчуждения.

## Спортивная карьера
Б. И. Огородников — чемпион СССР по спортивному ориентированию.
В 1975 году киностудия «Союзвузфильм» сняла по сценарию Б. И. Огородникова учебный фильм «Спортивное ориентирование». В 1978 году демонстрировался фильм «Ориентируйся на местности», созданный по сценарию Огородникова киностудией «Таллинфильм».
Б. И. Огородников является автором нескольких учебно-методических пособий по спортивному ориентированию.
- 1981 вице-президент Всесоюзной Федерации ориентирования СССР
- 1988 присвоено звание судьи Всесоюзной категории по спортивному ориентированию.
- 1991 президент Всесоюзной Федерации ориентирования СССР
- 1992—1996 член Президиума Федерации спортивного ориентирования России
- с 1997 — Почётный член Федерации спортивного ориентирования России

В марте 1991 года на учредительной конференции Федерации спортивного ориентирования СССР был избран вице-президентом Федерации.

В 1996—1997 году в детском оздоровительном лагере Орленок от ВДНХ (Выставка достижений народного хозяйства, оно же ВВЦ, г. Москва; Пушкинский район МО, пос. Зеленый городок) вел туристический кружок обучая детей любви к лесу, основам ориентирования и выживания в лесу.
Практически через каждые два месяца ездит в Чернобыль мой товарищ по работе Борис Огородников — он там следит за состоянием воздуха в реакторе и поблизости от него. Борис Иванович — тоже получил Ленинскую премию, но уже за разработку тканей для респираторов типа Лепестка. Ему 75 лет (родился в 1935 году), но при этом он не только продолжает работать в Чернобыле, но даже тренироваться там! А приезжая в Москву, Борис Иванович продолжает успешно выступать на соревнованиях по спортивному ориентированию.Петр Басманов